# Griselda Siciliani
Griselda Siciliani (Buenos Aires, 2 aprile 1978) è un'attrice argentina.
Dopo alcuni ruoli in teatro, nel 2005 debutta in televisione nella telenovela Sin código e dopo altri ruoli minori, ottiene una parte protagonista in Il mondo di Patty, Para vestir santos - A proposito di single, nella prima stagione di Los únicos, Farsantes e Educando a Nina. Ha anche preso parte in ruoli di primo piano a rappresentazioni teatrali, tra le quali Quiero llenarme de ti, Sweet Charity, La forma de las Cosas, Corazón idiota, Estás que te pelas, Sputza! e Sugar. Per alcuni dei personaggi interpretati ha ricevuto alcuni riconoscimenti nel paese natale.

## Biografia

### Primi anni
Nasce nel 1978 da Norberto Siciliani e Ida, entrambi docenti. È la seconda di cinque fratelli: Malena, Paulina, Guido, Marilina e Leticia, anch'essa attrice. Cresce nel barrio di Villa Luro.
Inizia svolgendo alcune attività nel suo quartiere per permettersi l'entrata in alcuni spettacoli comici come quelli di Fito Páez, all'età di otto anni inizia ad interessarsi alla danza e due anni dopo si iscrive alla scuola di danza "Escuela Nacional de Danza", in cui studia danza contemporanea insieme a Carlos Casella, Ana Garat, Marina Giancaspro e Liliana Nuño. Successivamente è un'alunna dell'attore Hugo Midón per oltre quattro anni ed inizia a frequentare il "Conservatorio Manuel de Falla", dove studia canto e musica per alcuni anni che continua in un secondo momento con Mariano Moruja.
Nel 1997 debutta come attrice nell'opera teatrale Lo mejor de Los Muvis nel Teatro Lasalle e l'anno successivo è assistente coreografa nello spettacolo teatrale La vuelta a la manzana di Hugo Midón, dove sostituisce anche l'attrice Virginia Kaufmann per alcuni spettacoli. Nello stesso periodo prende parte ad alcuni spettacoli di danza contemporanea e altri dedicati ai bambini come quello in cui era ospite insieme a Virginia Kaufmann nello show comico di Pipo Pescador.

### Anni duemila: il debutto televisivo, i ruoli in teatro e Il mondo di Patty
Prende parte allo spettacolo umoristico La danza cansa, nel 2003 e l'anno successivo nel musical De Protesta. Tra il 2004 e il 2006 è regista, creatrice e protagonista insieme a Virginia Kaufmann della rappresentazione teatrale Tan modositas sempre, prodotto con l'aiuto della sorella della Siciliani, Marilina.
Nel 2005 recita in teatro in Revista Nacional dove conosce Adrián Suar, produttore dello spettacolo e suo futuro fidanzato. La recitazione della Siciliani viene apprezzata dalla critica insieme a quella di Nicolás Scarpino. L'attrice è stata scelta per questo ruolo grazie allo spettacolo ideato insieme alla Kaufmann, infatti, la Siciliani si è presentata ai casting per far parte del corpo di ballo, per poi essere riconosciuta per il ruolo da protagonista in Tan modositas e scelta successivamente (alla quarta parte del provino) per una parte come attrice. Nello stesso anno è la cantante per El rebenque show fino al 2006, sempre apprezzata dai quotidiani. Inoltre, appare nel primo numero della versione argentina di Playboy con Charly García. La stessa Siciliani rivela, in seguito, di non essere soddisfatta dell'operato. Nello stesso periodo, debutta sul piccolo schermo nella seconda stagione della telenovela Sin código dove partecipa con il personaggio di Flor fino agli inizi del 2006. Grazie a questo ruolo vince due premi come rivelazione dell'anno al Premio Martín Fierro e al Premio Clarín; oltre che a ricevere la considerazione da parte della critica locale. Per questa interpretazione, è stata convocata sempre da Suar.
L'anno dopo è Débora Quesada in Sos mi vida. Nello stesso anno è in teatro con la versione locale di Sweet Charity, dove interpreta la parte principale di Nickie e in Hermosura del gruppo El Descueve, rimpiazzando il ruolo dell'attrice Mayra Bonard per alcuni spettacoli, vista la gravidanza di quest'ultima. Alla fine del 2006 viene scelta per la parte protagonista di Carmen Castro per la telenovela Il mondo di Patty (in patria Patito feo), madre della protagonista, tra il 2007 e il 2008 per entrambe le stagioni. Il personaggio viene ripreso dalla stessa attrice nei vari musical svoltosi tra il 2007 e il 2009. Nella serie l'attrice ha potuto cantare due canzoni dal titolo Tarde de Otono e Fruta preferida, contenute in alcuni album pubblicati dalla serie tra il 2007 e il 2010. Per questo ruolo ha ricevuto due nomination al Premio Martín Fierro nel 2008 e nel 2009. Durante le riprese di questa serie soffre di attacchi nervosi, dovuto all'operazione di rinoplastica di cui inizialmente non era soddisfatta, salvo poi ammettere di essere soddisfatta di questo cambiamento. Inoltre, nel 2007 fa un cameo nel lungometraggio La antena, apparendo come una ballerina. Nello stesso periodo e fino al 2009 dirige ed interpreta una parte nel musical Quiero llenarme de ti insieme alla Kaufmann e Diego Bros, sostituita nel 2008 da Natalia Cociuffo, ritornando nel 2009 per lo spettacolo conclusivo.
Protagonista dell'opera teatrale Corazón idiota nel 2009 insieme a Carla Peterson. In quest'anno fa anche una partecipazione speciale come Denise nella serie televisiva Tratame bien ed ha un ruolo principale in La forma de las cosas, spettacolo con Fernán Mirás, dove interpreta Evelyn, un'artista particolare.

### 2010-2016: altri ruoli da protagonista e la gravidanza
Alla fine del 2009 viene scelta insieme a Celeste Cid e Gabriela Toscano per le registrazione della serie Para vestir santos - A proposito di single, le cui riprese iniziano all'inizio del 2010 e in cui interpreta Virginia San Juan. L'anno successivo è nel cast protagonista della prima stagione della telenovela Los únicos come María Soledad Marini e nella trasposizione teatrale dello stesso, dove, però, viene sostituita dopo alcune tappe da Gimena Accardi, vista la gravidanza della Siciliani. Il ruolo non viene ripreso neanche nella seconda stagione, visto che la serie viene dedicata ad un pubblico più giovanile rispetto alla prima parte.
Dopo una piccola pausa dalle scene tra la fine del 2011 e il 2012, dovuta alla maternità, nel 2012 esce il suo film El último Elvis in cui interpreta Alejandra Olemberg, registrato qualche anno prima, quando era in tour con Corazón Idiota e mentre filmava la serie Para vestir santos. Il provino dell'attrice per questo film risale al 2007. Nel gennaio del 2012 è ospite del Sundance Film Festival per la presentazione del lungometraggio. Questa produzione segna il suo primo ruolo da protagonista al cinema. Ritorna nelle scene nel 2013 in Farsantes, impersonando Gabriela Soria. Nel 2014, dopo essere stata parte di alcune produzioni per Pol-ka Producciones per Canal 13, realizza una partecipazione speciale nella serie Viudas e hijos del Rock & Roll per Underground Producciones come Susana Bartolotti. Nello stesso anno è ospite nella puntata 22 del reality show Tu cara me suena dove interpreta la cantante statunitense Madonna e dirige e interpreta assieme a Carlos Casella il musical Estas que te pelas, per cui riceve e/o vince riconoscimenti al Premio Ace. Lo spettacolo viene anche presentato nel dicembre del 2014 a Madrid, sempre alla presenza del cast originario.
Nel 2015 è giurata di puntata nel reality show Elegidos (La música en tus manos) ed è protagonista (oltre che ideatrice sempre insieme a Casella) dell'opera teatrale Sputza!, le cui rappresentazioni aumentano con il passare dei mesi visto il successo di pubblico.

### 2016-presente: Educando a Nina e Sugar
Continuando le repliche di Sputza! (oltre che in Argentina anche in Uruguay), nel 2016 interpreta Nina Peralta, Mara Brunetta e Luisa Peralta nella commedia televisiva Educando a Nina e registrata nello stesso anno. Per questi ruoli riceve due premi, rispettivamente uno al Premio Martín Fierro e al Premio Tato. Fa un cameo nel film Me casé con un boludo. Inoltre, insieme ad altri sessanta attori, recita nel cortometraggio Libro de la memoria, progetto per dare voce ad alcuni autori argentini ormai deceduti.
Nel 2017 partecipa a due puntate della dodicesima edizione di Bailando por un sueño, rimpiazzando Moria Casán e Carolina Ardohain. Inoltre, prende parte al video musicale Juira! del gruppo argentino Ciro y los Persas ed è nel cast della prima produzione interamente dedicata al web del canale argentino TV Pública dal titolo De otro planeta. Tra questo anno e fino all'aprile del 2018 interpreta Kane nella rappresentazione teatrale Sugar, quando si ritira e viene sostituita da Laurita Fernández. Infatti, la Siciliani non può rinnovare il contratto per altri impegni già presi, visto che lo spettacolo era previsto per il solo 2017.
A partire dal 17 ottobre 2018 prende parte ai dodici episodi della serie televisiva Morir de amor nel ruolo protagonista di Helena Karsten, per il quale l'anno successivo si aggiudica una candidatura al Premio Martín Fierro. Dall'aprile del 2019 inizia la sua partecipazione alla quattordicesima edizione di Bailando por un sueño (soprannominata Súper Bailando) che abbandona successivamente, per poi tornare nella veste di giudice in una sola puntata, rimpiazzando Pampita.

## Vita privata
Nel 2008 si sottopone a un intervento di rinoplastica, un cambiamento già visibile nelle puntate della seconda stagione de Il mondo di Patty. 
Dal 2008 al 2016 ha avuto una relazione con il collega Adrián Suar, con cui ha una figlia, Margarita, nata il 15 giugno 2012.

## Filmografia

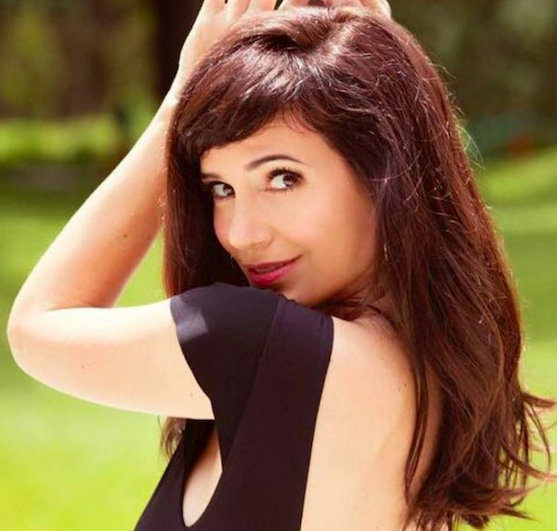
Griselda Siciliani nel 2010

### Cinema
- La antena, regia di Esteban Sapir (2007)
- El último Elvis, regia di Armando Bó (2012)
- Me casé con un boludo, regia di Juan Taratuto (2016)
- Sentimental, regia di Cesc Gay (2020)
- Bardo, la cronaca falsa di alcune verità (Bardo, falsa crónica de unas cuantas verdades), regia di Alejandro González Iñárritu (2022)
- Riposare in pace (Descansar en paz), regia di Sebastián Borensztein (2024)

### Televisione
- Sin código - serial TV (2005-2006)
- Sos mi vida - serial TV, 231 puntate (2006-2007)
- Il mondo di Patty (Patito Feo) - serial TV, 286 puntate (2007-2008)
- Tratame bien - serial TV, 1 episodio (2009)
- Para vestir santos - A proposito di single (Para vestir santos) - serie TV, 36 episodi (2010)
- Los únicos - serial TV, 190 puntate (2011)
- Farsantes - serial TV, 125 puntate (2013-2014)
- Viudas e hijos del rock and roll - serial TV, 154 puntate (2014-2015)
- Educando a Nina - serial TV, 134 puntate (2016)
- Morir de amor - serie TV, 12 episodi (2018)
- Terapia di coppia... aperta (Terapia alternativa) serial TV, 7 episodi (2024)
- Envidiosa - serie TV, 23 episodi (2024-2025)

## Teatro
- Lo mejor de Los Muvis, diretto da Javier Zentner (1997)
- La danza cansa, diretto da Paula Solarz (2003)
- De Protesta, diretto da Alejandro Tantanián (2004)
- Tan modositas, diretto insieme a Virginia Kaufmann (2004-2006)
- Revista Nacional, diretto da Manuel Gonzalez Gil (2005)
- El Rebenque Show, diretto da Vivi Tellas (2005-2006)
- Hermosura, diretto da Carlos Casella, Ana Frenkel  (2006)
- Sweet Charity, diretto da Larry Raven (2006-2007)
- Patito Feo - La historia más linda en el Teatro, regia di Ricky Pashkus (2007)
- Quiero llenarme de ti, diretto da Diego Bros, Virginia Kaufmann e Griselda Siciliani (2007-2009)
- Patito Feo, La gira más linda, regia di Ricky Pashkus (2008-2009)
- Corazón Idiota, diretto da Carlos Casella, Daniel Cúparo e Ana Frenkel (2009)
- La Forma de Las Cosas, diretto da Daniel Veronese (2009)
- Los únicos, diretto da Marcos Carnevale (2011)
- Estas que te pelas, diretto dalla Siciliani e Carlos Casella (2014)
- Sputza, diretto da Pedro Onetto (2015-2016)
- Sugar, diretto da Arturo Puig (2017-2018)
- Pura sandre, diretto da Carlos Casella e Jorgelina Aruzzi (2022-2023)

## Programmi televisivi
- Tu cara me suena (Telefe, 2014)
- Bailando por un sueño (Canal 13, 2015/2019)
- Elegidos (La música en tus manos) (Telefe, 2015)
- Bailando por un sueño (Telefe, 2017)
- De otro planeta (Canal Digital, 2017)

## Riconoscimenti
- Premio Clarín
  - 2005 – Rivelazione femminile in televisione per Sin código[57]
- Premio Martín Fierro
  - 2006 – Artista rivelazione per Sin código[58]
  - 2006 – Candidatura per attrice di reparto in commedia per Sin código[58]
  - 2008 – Candidatura per attrice protagonista in commedia per Il mondo di Patty[23]
  - 2009 – Candidatura per attrice protagonista in commedia per Il mondo di Patty[24]
  - 2011 – Candidatura per attrice protagonista di unitario e/o miniserie per Para vestir santos - A proposito di single[59]
  - 2012 – Candidatura per attrice protagonista di telenovela/telecomedia per Los únicos[60]
  - 2014 – Miglior attrice protagonista di fiction giornaliera/telenovela per Farsantes[61]
  - 2017 – Miglior attrice protagonista di fiction giornaliera per Educando a Nina[46]
  - 2019 – Candidatura per attrice protagonista di unitario e/o miniserie per Morir de amor[62]
- Premio Sur
  - 2012 – Candidatura per la miglior attrice di reparto per El último Elvis[63][64]
- Premio Imagen a la Moda
  - 2013 – Miglior coppia vestita (insieme a Adrián Suar)[65]
  - 2013 – Candidatura per la miglior attrice vestita in televisione[65][66]
- Premio Cóndor de Plata
  - 2013 – Candidatura per la miglior attrice di reparto per El último Elvis[67][68]
- Premio Tato
  - 2013 – Candidatura per la miglior attrice protagonista in dramma per Farsantes[69]
  - 2013 – Miglior attrice protagonista in commedia per Educando a Nina[47]
- Premio ACE
  - 2015 – Miglior music hall/musical per Estás que te pelas (insieme a Carlos Casella)[39][40]
  - 2015 – Candidatura per la miglior regia di musical per Estás que te pelas (insieme a Carlos Casella)[39][40]
  - 2015 – Candidatura per la miglior attuazione protagonista femminile in musical/music hall/café-concert per Estás que te pelas[39][40]
- Premio Los Más Clickeados
  - 2016 – Famosi con più rating in internet[70]
  - 2017 – Famosi con più rating in internet[71]
- Premio Hugo al Teatro Musical
  - 2017 – Candidatura per la miglior attrice protagonista per Sugar[72]
- Premio Notirey
  - 2017 – Miglior attrice protagonista in musical per Sugar[73]
- Premio Goya
  - 2021 – Miglior attrice rivelazione per Sentimental[74]
- Monte-Carlo Film Festival de la Comédie
  - 2021 – Miglior attrice per Sentimental[75]
- Premio Konex
  - 2021 – Attrice televisiva nel decennio 2011-2021[76]

## Doppiatrici italiane
Nelle versioni in italiano delle opere in cui ha recitato, Griselda Siciliani è stata doppiata da:
- Sabrina Duranti in Il mondo di Patty e Para vestir Santos - A proposito di single[77]
- Antonella Baldini in Envidiosa[78]